# Campsicnemus barbitibia
Campsicnemus barbitibia är en tvåvingeart som beskrevs av Stackelberg 1947. Campsicnemus barbitibia ingår i släktet Campsicnemus och familjen styltflugor. Inga underarter finns listade i Catalogue of Life.